# Otto Puchstein
Otto Puchstein (Łobez, 1856 – Berlino, 1911) è stato un archeologo tedesco.
Dal 1898 al 1905 diresse la spedizione archeologica tedesca a Baalbek, traendone nel 1905 una dettagliata guida. Gli fu inoltre affidata la composizione dell'altare di Pergamo nel Pergamon Museum.